# Diplochorda unistriata
Diplochorda unistriata är en tvåvingeart som beskrevs av Malloch 1939. Diplochorda unistriata ingår i släktet Diplochorda och familjen borrflugor. Inga underarter finns listade i Catalogue of Life.